# تيري فرانكونا
تيرينس جون فرانكونا (ولد في 22 أبريل 1959)، الملقب بـ " تيتو"، هو مدير بيسبول محترف أمريكي ولاعب سابق وهو مدير فريق سينسيناتي ريدز في دوري البيسبول الرئيسي (MLB). كان مديرًا سابقًا لفريق كليفلاند إنديانز/جارديانز، وبوسطن ريد سوكس، وفيلادلفيا فيليز. لعب تيري في دوري البيسبول الرئيسي من عام 1981 إلى عام 1988 لصالح فرق مونتريال إكسبوز، وشيكاغو كابس، وسينسيناتي ريدز، وكليفلاند إنديانز، وميلووكي برويرز.
بعد فترة أربع سنوات قضاها تيري كمدير لفريق فيلادلفيا فيليز، تم تعيينه مديراً لفريق ريد سوكس في عام 2004 وقاد الفريق إلى بطولته الأولى منذ عام 1918. وفاز ببطولة العالم مرة أخرى مع بوسطن في عام 2007 واستمر في إدارة الفريق حتى نهاية موسم 2011. في عام 2013، أصبح تيري مديرًا لفريق كليفلاند إنديانز، وقادهم إلى الفوز بلقب الدوري الأمريكي في عام 2016، وسلسلة انتصارات من 22 مباراة خلال موسم 2017 (الأطول في تاريخ الدوري الأمريكي وثاني أطول سلسلة في تاريخ دوري البيسبول الرئيسي)، وأصبح قائد فريق إنديانز/جارديانز على الإطلاق في الانتصارات التي يحققها مدير.

## وقت مبكر من الحياة
وُلِد تيري في 22 أبريل 1959، في أبردين، داكوتا الجنوبية، لأبيه تيتو تيري (1933-2018)، الذي لعب في دوري البيسبول الرئيسي (MLB) من عام 1956 إلى عام 1970، وأبيه روبرتا جاكسون (1932-1992). وهو من أصل إيطالي.
نشأ تيري في نيو برايتون، بنسلفانيا، على بعد حوالي 30 ميل (48 كـم) شمال غرب بيتسبرغ. التحق بمدرسة نيو برايتون الثانوية ولعب لفريق البيسبول.

## مسيرة اللعب
التحق تيري بجامعة أريزونا، حيث لعب البيسبول الجامعي لفريق البيسبول أريزونا وايلدكاتس. كما مثل تيري الولايات المتحدة في دورة الألعاب الأمريكية عام 1979. فاز فريق أريزونا وايلدكاتس ببطولة العالم للكليات عام 1980 وتم اختيار تيري كأفضل لاعب في البطولة. فاز تيري بجائزة المسامير الذهبية لعام 1980.
اختار فريق مونتريال إكسبوز تيري في الجولة الأولى من مسودة دوري البيسبول الرئيسي لعام 1980 مع الاختيار رقم 22 بشكل عام. بعد أن لعب لفترة وجيزة في الدوريات الصغيرة، شارك تيري لأول مرة في الدوري الرئيسي مع مونتريال في 19 أغسطس 1981، بعد أسبوع من نهاية إضراب اللاعبين في ذلك الصيف. ظهر بشكل أساسي كلاعب خارجي في ذلك العام الأول، وسجل 4 من 12 في سلسلة دوري الدرجة الوطنية ضد فريق فيلادلفيا فيليز، وهي جولة فاصلة إضافية استخدمت في ذلك الموسم المقسم بالضرب. فاز فريق إكسبوز في تلك السلسلة بثلاث مباريات مقابل مباراتين.
انتقل تيري إلى القاعدة الأولى، حيث لعب في النهاية 100 مباراة أكثر مما لعب في الملعب الخارجي. كما اكتسب سمعة باعتباره ضارب اتصال، مع عدد قليل من الضربات المنزلية، أو المشي، أو الضربات القاضية. أطلق فريق إكسبوز سراح تيري بعد موسم 1985، حيث انخفض متوسط ضرباته إلى.267 بعد أن سجل متوسطًا بلغ.346 في مباراة محدودة في عام 1984.
ثم وقع عقودًا لمدة عام واحد مع فرق شيكاغو كابس، وسينسيناتي ريدز، وكليفلاند إنديانز، وميلووكي برويرز. أعاد فريق برويرز التعاقد مع تيري في عام 1990، لكنه شارك في ثلاث مباريات فقط لصالح برويرز في ذلك العام، وكانت الأخيرة في 19 أبريل. في 10 مواسم و708 مباراة، سجل متوسطًا مهنيًا قدره.274، مع 16 ضربات منزلية و 143 نقطة في. كما ظهر كلاعب رامٍ مع ميلووكي في 15 مايو 1989، في وقت متأخر من المباراة التي خسرها فريق برويرز بنتيجة 12-2؛ حيث ألقى 12 رميات وضرب ضاربًا واحدًا (ستان خافيير) في ثلاث رميات.

## مهنة التدريب

### كمدرب
بعد اعتزاله كلاعب، بدأ تيري التدريب، وقضى عدة سنوات في منظمة شيكاغو وايت سوكس. في عام 1991، تولى إدارة فريق ساراسوتا وايت سوكس في دوري الخليج الساحلي، وهو دوري مبتدئ. في عام 1992، تولى إدارة فريق ساوث بيند وايت سوكس في دوري الغرب الأوسط من الفئة أ. بصفته مديرًا لفريق برمنجهام بارونز من فئة AA في الفترة 1993-1995، حقق رقمًا قياسيًا قدره 223-203 وحصل على العديد من الأوسمة. في عام 1993، عندما فاز برمنغهام ببطولة الدوري الجنوبي، تم تسمية تيري مدير العام في الدوري الجنوبي ومدير العام في الدوري الصغير من قبل مجلة بيسبول أميركا ؛ في عام 1994، العام الذي لعب فيه مايكل جوردان لفريق برمنغهام، أطلقت عليه مجلة بيسبول أميركا لقب المرشح الأفضل للانتقال إلى الدوري الكبير.
تمكن تيري من المشاركة في الدوري الشتوي الدومينيكي مع نادي أغيلاس سيبايناس وفاز بالبطولة ودوري الكاريبي في عامي 1995 و1996.
أصبح تيري مدربًا للقاعدة الثالثة لفريق ديترويت تايجرز في عام 1996، وعمل تحت قيادة قائدهم الجديد، بادي بيل، وهو زميل سابق لتيري في فريق ريدز.

### كمدير

#### فيلادلفيا فيليز (1997–2000)
بعد موسم 1996، تم تعيينه مديرًا لفريق فيلادلفيا فيليز، الذي فاز ببطولة الدوري الوطني في عام 1993 ولكنه عانى بعد ذلك من ثلاثة مواسم خاسرة متتالية. خلال المواسم الأربعة التي قضاها تيري كقائد لفريق فيلادلفيا فيليز (1997-2000)، لم يرتفع النادي أبدًا فوق المركز الثالث في الدوري الوطني الشرقي. أفضل نتيجة حققها مع فريق فيلادلفيا كانت 77-85 في عام 1999. في عامي 1998 و1999، احتل فريق فيلادلفيا المركز الثالث، خلف فريق أتلانتا بريفز ومنافسه في القسم فريق نيويورك ميتس. تم طرده بعد موسم 2000، وأنهى فترة عمله مع فريق فيلادلفيا بسجل 285-363.
قضى تيري الموسم التالي كمساعد خاص للمدير العام مع كليفلاند إنديانز في عام 2001، والذي تبعه فترتين لمدة عام واحد كمدرب احتياطي لفريق تكساس رينجرز (2002) وأوكلاند أثليتكس (2003).

#### بوسطن ريد سوكس (2004–2011)

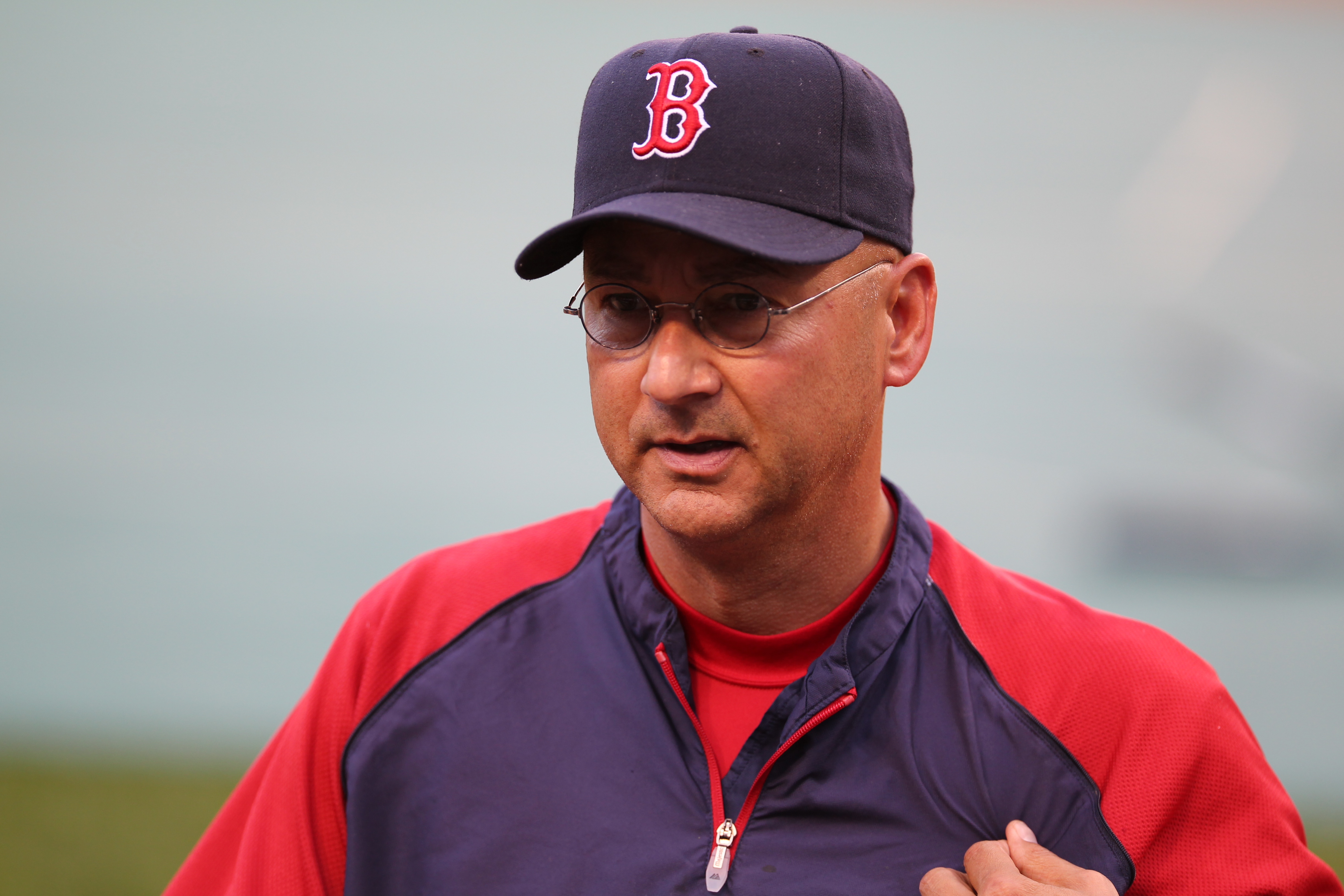
تيري كمدير لفريق بوسطن ريد سوكس في عام 2011

قام فريق ريد سوكس بتعيين تيري لإدارة ناديهم في عام 2004، بعد أن خسر الفريق بطولة الدوري الأمريكي لعام 2003 ولم يتم تجديد عقد المدير جرادي ليتل.
قاد تيري فريق ريد سوكس إلى رقم قياسي 98-64 في عام 2004، وهو ثاني أفضل رقم في الدوري الأمريكي خلف منافسهم الأكبر، فريق نيويورك يانكيز. تألق النادي في الشوط الثاني وفاز بمباريات أكثر من أي فريق آخر في الدوري الأمريكي بعد استراحة كل النجوم. في إطار بطولة الدوري الأمريكي، تغلب فريق ريد سوكس على فريق أناهايم أنجلز، بطل المنطقة الغربية، بثلاث مباريات مقابل لا شيء، في سلسلة الدوري. في سلسلة بطولة الدوري الأمريكي لعام 2004، تراجع فريق ريد سوكس خلف فريق يانكيز، بثلاث مباريات مقابل لا شيء، بما في ذلك خسارة 19-8 في المباراة الثالثة على أرضه في فينواي بارك. ومع ذلك، استعاد النادي رباطة جأشه وفاز بالمباريات الأربع الأخيرة من السلسلة، وهي المرة الأولى في تاريخ دوري البيسبول الرئيسي التي يتعافى فيها فريق من تأخره 0-3 ليفوز بسلسلة مباريات فاصلة (الفريق الثالث فقط الذي يصل إلى المباراة السادسة، والفريق الأول الذي يجبر الفريق على خوض مباراة سابعة بعد تأخره في السلسلة بثلاث مباريات دون رد). ثم اكتسح فريق ريد سوكس فريق سانت لويس كاردينالز بنتيجة 4-0 في بطولة العالم لعام 2004 ليحصد لقبه العالمي السادس في تاريخ الفريق، والأول منذ عام 1918. أنهى هذا الفوز الذي طال انتظاره 86 عامًا من الإحباط لجماهير فريق ريد سوكس.
سجل تيري وريد سوكس رقما قياسيا بلغ 95-67 في عام 2005، متعادلين مع نيويورك في المركز الأول في الدوري الأمريكي الشرقي. ومع ذلك، تم منح فريق يانكيز القسم بسبب سجله 10-9 ضد بوسطن خلال الموسم. مرة أخرى، فاز فريق ريد سوكس ببطولة الدوري الأمريكي البرية، وتعرض للهزيمة في ALDS على يد فريق شيكاغو وايت سوكس، الذي فاز بعد ذلك ببطولة العالم عام 2005.
بدأ فريق ريد سوكس موسم 2006 بقوة، لكنه تعثر في النصف الثاني من الموسم بعد تعرض العديد من اللاعبين الأساسيين لإصابات بالغة. سجل الفريق رقما قياسيا 23-35 خلال الشهرين الأخيرين واحتل المركز الثالث في الدوري الأمريكي الشرقي برصيد 86-76، وغاب عن التصفيات لأول مرة منذ عام 2002. وكانت هذه أيضًا المرة الأولى التي ينهي فيها بوسطن الموسم في مركز أقل من المركز الثاني منذ عام 1997.
تعافت بوسطن في عام 2007، وفازت ببطولة الدوري الأميركي الشرقي للمرة الأولى منذ عام 1995، حيث أنهت الموسم متقدماً بمباراتين على فريق يانكيز. تحت قيادة تيري، اكتسح فريق سوكس فريق أنجلز في سلسلة القسم قبل أن يخسر ثلاث من أول أربع مباريات أمام كليفلاند إنديانز في بطولة الدوري الأمريكي. واصل فريق سوكس، الذي كان يواجه خطر الإقصاء، الفوز بمبارياته الثلاث التالية، وهزم كليفلاند ليتقدم إلى بطولة العالم 2007، حيث اكتسح فريق كولورادو روكيز في أربع مباريات. تيري هو المدير الوحيد في تاريخ الدوري الرئيسي الذي فاز بأول ثماني مباريات متتالية في بطولة العالم والمدير الثاني فقط الذي قاد فريقين من ريد سوكس إلى لقب بطولة العالم، والآخر هو بيل "راف" كاريجان، الذي قاد بوسطن إلى بطولتين متتاليتين في عامي 1915 و1916.
في 24 فبراير 2008، أعلن فريق ريد سوكس عن تمديد عقد تيري. وبدلاً من انتهاء صلاحيتها بنهاية موسم 2008، فإنها ستنتهي بعد موسم 2011. كما احتفظ الفريق بخيارات النادي لعامي 2012 و2013. تم ضمان حصول تيري على إجمالي قدره 12 مليون دولار على مدار السنوات الثلاث الأولى من العقد، بالإضافة إلى مبلغ 750 ألف دولار يتم استلامه إذا لم يتم ممارسة خياراته في عامي 2012 و2013.
وواصل ريد سوكس تحقيق بطولته الثانية تحت قيادة تيري بسجل 95-67 في عام 2008. على الرغم من أن فريق يانكيز كان من المعتقد في البداية أنه سيكون منافسهم الرئيسي على لقب الدوري الأمريكي الشرقي، إلا أن فريق تامبا باي رايز المفاجئ فاز في النهاية بالبطولة، مما أدى إلى هبوط بوسطن إلى البطاقة البرية. هزم فريق ريد سوكس فريق أنجلز مرة أخرى في سلسلة دوري الدرجة الأمريكية، هذه المرة في أربع مباريات، ليواجه فريق رايز في جمعية ترخيص المؤلفين وجمع التبرعات. تراجع بوسطن بثلاث مباريات مقابل مباراة واحدة في السلسلة لكنه نجح مرة أخرى في تحقيق عودة رائعة. بعد تأخره 7-0 في الشوط السابع من المباراة الخامسة، عاد ريد سوكس بقوة بثمانية أشواط متتالية ليفوز، وهي أكبر عودة في مباراة واحدة على الإطلاق لفريق يواجه الإقصاء. ثم فازوا بالمباراة السادسة ليفرضوا مباراة يفوز فيها الفائز بكل شيء مرة أخرى. لكن هذه المرة لم يتمكن بوسطن من إنهاء المهمة، حيث فاز رايز بالمباراة السابعة ليحصل على لقب الدوري الأمريكي.
اعتبارًا من 1 أكتوبر 2008، كان سجل تيري الإداري في الموسم العادي هو 755-703 (.518)، بينما كان سجله بعد الموسم 22-9 (.710). من بين المدربين الذين أداروا ما لا يقل عن 20 مباراة بعد الموسم، لديه أعلى نسبة فوز. فاز تيري بأول سبع مباريات إقصائية له (ولم يخسر حتى اكتسحه شيكاغو وايت سوكس في بطولة الدوري الأمريكي عام 2005) وأول تسع مباريات إقصائية له في بطولة الدوري الأمريكي (ولم يخسر حتى المباراة السابعة من بطولة الدوري الأمريكي عام 2008 أمام تامبا باي رايز).
في 2 يونيو 2009، سجل تيري فوزه رقم 500 كمدير فني لفريق ريد سوكس، مما جعله ثالث مدير فني في تاريخ النادي يصل إلى 500 فوز. الاثنان الآخران الوحيدان اللذان فازا بما لا يقل عن 500 مباراة كمديرين لفريق ريد سوكس هما جو كرونين (1071)، وبينكي هيجينز (560). في 6 مايو 2010، أصبح تيري رابع شخص يتولى إدارة 1000 مباراة لفريق ريد سوكس.
في 23 يوليو 2011، حقق تيري فوزه رقم 1000 كمدير فني، لكن فريقه انهار تاريخيًا في سبتمبر، حيث أنهى الموسم بنتيجة 7-20 وأهدر تقدمًا بتسع مباريات على رايز في صراع الحصول على بطاقة التأهل إلى الدوري الأمريكي. بعد انتهاء الموسم، رفض فريق ريد سوكس ممارسة خيار تيري لعام 2012. أنهى مسيرته مع فريق ريد سوكس بسجل 744-552 في الموسم العادي - ثانيًا بعد كرونين في الانتصارات، لكنه يتصدر في نسبة الفوز (.574) بين أولئك الذين أداروا 750 مباراة على الأقل - و28-17 (.622) في فترة ما بعد الموسم مع بطولتي العالم.

#### كليفلاند إنديانز / غارديانز (2013–2023)

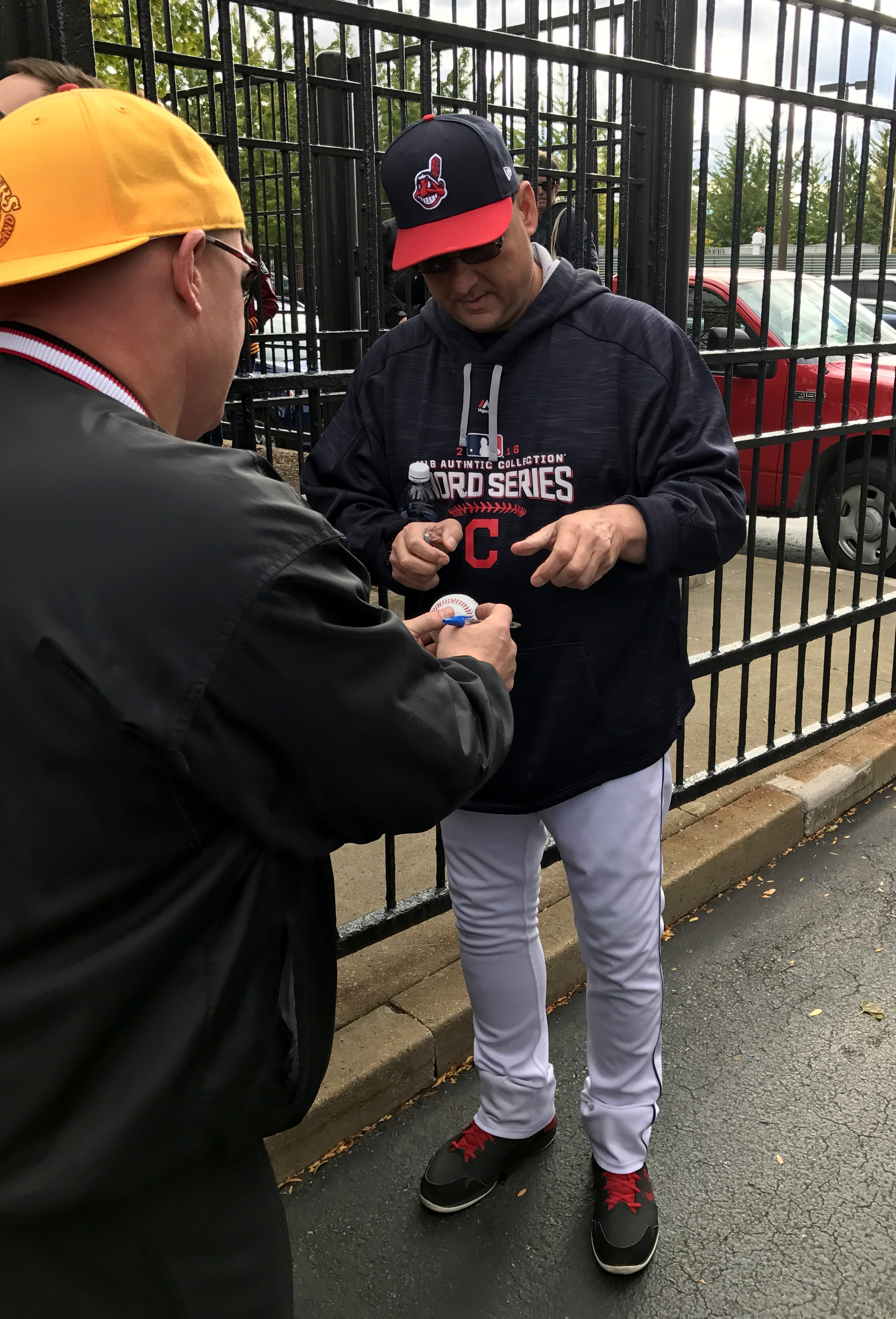
تيري يوقع على التوقيعات خلال بطولة العالم 2016

تم تعيين تيري مديرًا لفريق كليفلاند إنديانز في 6 أكتوبر 2012، وتم تقديمه رسميًا في 8 أكتوبر. واختار الهنود تيري بدلاً من ساندي ألومار جونيور، الذي كان يشغل منصب المدير المؤقت للنادي في المباريات الست الأخيرة من موسم 2012 بعد إقالة ماني أكتا في 27 سبتمبر. كان ألومار، الذي أمضى المواسم الثلاثة الماضية كمدرب في كليفلاند، وتيري هما المرشحين الوحيدين الذين تمت مقابلتهم لشغل منصب الافتتاح في الهنود. بقي ألومار في كليفلاند ضمن طاقم تيري كمدرب احتياطي. تحت قيادة تيري، أنهى فريق كليفلاند إنديانز الموسم العادي لعام 2013 برقم قياسي بلغ 92 فوزاً و70 خسارة، وهو ما يمثل تحسناً بمقدار 24 مباراة عن العام السابق. تم إقصاء الهنود من تصفيات دوري البيسبول الرئيسي لعام 2013 بعد خسارتهم 4-0 أمام فريق تامبا باي رايز في مباراة البطاقة البرية في الدوري الأمريكي. في 12 نوفمبر 2013، تم تسمية تيري فرانكونا كمدير العام للدوري الأمريكي. وافق تيري على تمديد العقد لمدة عامين في 4 نوفمبر 2014. قاد الفريق إلى رقم قياسي 177-147 في أول موسمين له كمدير فني للهنود.
تمكن تيري من قيادة الهنود إلى لقب القسم المركزي في الدوري الأمريكي في عام 2016. حقق فريقه فوزًا ساحقًا على ناديه السابق، بوسطن ريد سوكس، في ثلاث مباريات في السلسلة التقسيمية، ليضمن مكانًا في بطولة الدوري الأمريكي بفوزه في فينواي بارك في 10 أكتوبر 2016. في 19 أكتوبر 2016، تغلب فريق تيري إنديانز على فريق تورنتو بلو جايز ليتقدم إلى بطولة العالم، حيث فاز فريق إنديانز بالمباراة الأولى ضد فريق شيكاغو كابس بنتيجة 6-0 لتوسيع رقمه القياسي في بطولة العالم إلى 9-0. خسر أول مباراة له في بطولة العالم عندما هزم فريق الهنود على يد فريق الأشبال في المباراة الثانية بنتيجة 5-1. فاز الهنود في المباراة الثالثة ضد شيكاغو كابس بنتيجة 1-0. فاز الهنود في المباراة الرابعة ضد شيكاغو كابس بنتيجة 7-2 ليمنحوا كليفلاند التقدم 3-1. وسوف يخسر الهنود أمام الأشبال بنتيجة 3-2 في المباراة الخامسة. وخسر كليفلاند المباراة السادسة بنتيجة 9-3، ثم خسر 8-7 في 10 أدوار في المباراة السابعة، مما أدى إلى أول خسارة لتيري في بطولة العالم. في 15 نوفمبر 2016، تم تسمية تيري مدير العام في الدوري الأمريكي للمرة الثانية في مسيرته.
حقق كليفلاند موسمًا ناجحًا آخر في عام 2017، حيث خضع تيري لعملية استئصال القلب. كان أبرز ما في الموسم هو سلسلة انتصارات مكونة من 22 مباراة امتدت من 24 أغسطس إلى 15 سبتمبر. من حيث الأبعاد التاريخية، احتلت هذه السلسلة المرتبة الثانية من حيث الأطول على الإطلاق في تاريخ الدوري الرئيسي بعد سلسلة 26 مباراة متتالية (بما في ذلك التعادلات والمباريات المؤجلة) التي حققها فريق نيويورك جاينتس في عام 1916. لقد تجاوز الرقم القياسي الذي حققه فريق أوكلاند أثليتكس في 20 فوزًا متتاليًا في الدوري الأمريكي في عام 2002. كان الهنود مسيطرين على جميع الجوانب، حيث تأخروا في نهاية ثمانية فقط من أصل 199 جولة، وكان فارق نقاطهم +105 (142-37) أعلى من جميع الفرق باستثناء ستة فرق خلال تلك النقطة في موسم 2017 بأكمله. أنتج الهجوم نسبة OPS تبلغ 937، أي أعلى بـ 54 نقطة من الفريق التالي الأفضل، فريق توينز. كان معدل أداء الهنود البالغ 1.58 أقل بواقع 1.15 نقطة من النادي الذي يليه في الترتيب، أريزونا ديموندباكس. تضخم تقدمهم في القسم المركزي على فريق توينز صاحب المركز الثاني من41⁄2 ألعاب ل131⁄2 لعبة. في أبريل 2019، مدد الهنود عقد تيري لمدة عامين آخرين.
في 29 يوليو 2021، أعلن تيري أنه سيتنحى عن الفريق لبقية العام، مشيرًا إلى مشاكل صحية. كان قد عانى من مشكلة في الجهاز الهضمي في موسم 2020 مما أدى إلى إدارته 14 مباراة فقط (شغل ساندي ألومار جونيور منصب المدير بالإنابة وذهب 28-18)؛ في فبراير 2021، خضع لعملية جراحية في إصبع القدم بسبب عدوى المكورات العنقودية الذهبية، كما أزعجته مشكلة الورك المستمرة. تولى مدرب البدلاء ديمارلو هيل منصب المدير المؤقت.
دخل تيري موسم 2022 باعتباره المدير الأطول خدمة في دوري البيسبول الرئيسي مع نفس الفريق. بالإضافة إلى ذلك، منذ عودة تيري إلى الفريق، تم إضافة جميع المباريات التي غاب عنها والتي أدارها هيل في عام 2021 إلى سجله، مما جعله قائد الهنود/الغارديانز على الإطلاق في الانتصارات التي حققها مدير (مع 753 انتصارًا حتى عام 2022). في عام 2022، قاد تيري فريق إنديانز إلى ظهوره الأول في التصفيات منذ عام 2020 وأول لقب في الدوري الأمريكي المركزي منذ عام 2018. فاز تيري بجائزة أفضل مدير في الدوري الأمريكي لعام 2022، متفوقًا على براندون هايد وسكوت سيرفايس. في 3 أكتوبر 2023، أعلن تيري أنه سيتنحى عن منصبه كمدير، مشيرًا مرة أخرى إلى مشاكل صحية.

#### جدل كالاواي
اتُهم ميكي كالواي، مدرب فريق الهنود من عام 2013 إلى عام 2017، بالتحرش الجنسي من قبل خمس نساء. في 2 مارس 2021، أشار تقرير من ذا أثلتيك إلى أن تيري، إلى جانب رئيس عمليات البيسبول في كليفلاند كريس أنتونيتي، كان على علم بسلوك كالاواي. وبحسب التقرير، عرض محامي الفريق على تيري التحدث إلى زوج غاضب كان يتصل مرارا وتكرارا بمكتب النادي للشكوى من تفاعلات كالاواي مع زوجته. ورغم أن تيري كان على علم بسلوك كالواي مع المرأة، فإنه لم يكن من الواضح ما إذا كان على علم باقتراح المحامي. حصل كالواي على حظر لمدة عام من دوري البيسبول الرئيسي؛ وفي حين لم يتم معاقبة تيري رسميًا من قبل الدوري، إلا أنه تلقى انتقادات من ابنه نيك، الذي صرح بأن تيري كذب عليه بشأن الإجراءات.

#### سينسيناتي ريدز (2025 حتى الآن)
تم تعيين تيري مديرًا لفريق سينسيناتي ريدز في 4 أكتوبر 2024، ووافق على صفقة مدتها ثلاث سنوات مع النادي.

#### السجل الإداري
آخر تحديث 8 يونيو 2025.
.
| الفريق                 | السنة                  | الموسم العادي | الموسم العادي | الموسم العادي | الموسم العادي | الموسم العادي                              | بعد الموسم | بعد الموسم | بعد الموسم | بعد الموسم                       |
| الفريق                 | السنة                  | الألعاب       | فاز           | ضائعة         | % النصر       | إنهاء                                      | فاز        | خسر        | % النصر    | النتيجة                          |
| ---------------------- | ---------------------- | ------------- | ------------- | ------------- | ------------- | ------------------------------------------ | ---------- | ---------- | ---------- | -------------------------------- |
| (فيلادلفيا فيليز)      | 1997                   | 162           | 68            | 94            | .420          | الخامس في شرق الولايات المتحدة             | —          | —          | —          |                                  |
| (فيلادلفيا فيليز)      | 1998                   | 162           | 75            | 87            | .463          | الثالث في شرق بلادنا                       | —          | —          | —          |                                  |
| (فيلادلفيا فيليز)      | 1999                   | 162           | 77            | 85            | .475          | الثالث في شرق بلادنا                       | —          | —          | —          |                                  |
| (فيلادلفيا فيليز)      | 2000                   | 162           | 65            | 97            | .401          | الخامس في شرق الولايات المتحدة             | —          | —          | —          |                                  |
| مجموع فيلادلفيا فيليز  | مجموع فيلادلفيا فيليز  | 648           | 285           | 363           | .440          |                                            | —          | —          | —          |                                  |
| (بوسطن ريد)            | 2004                   | 162           | 98            | 64            | .605          | الثاني في شرق الولايات المتحدة             | 11         | 3          | .786       | فازوا في سلسلة العالم            |
| (بوسطن ريد)            | 2005                   | 162           | 95            | 67            | .586          | الثاني في شرق الولايات المتحدة             | 0          | 3          | .000       | المفقودات المضادة (CWS)          |
| (بوسطن ريد)            | 2006                   | 162           | 86            | 76            | .531          | الثالث في شرق الولايات المتحدة             | —          | —          | —          |                                  |
| (بوسطن ريد)            | 2007                   | 162           | 96            | 66            | .593          | الأول في شرق الولايات المتحدة              | 11         | 3          | .786       | فازوا في سلسلة العالم            |
| (بوسطن ريد)            | 2008                   | 162           | 95            | 67            | .586          | الثاني في شرق الولايات المتحدة             | 6          | 5          | .545       | فقدان الـ ALCS (السل)            |
| (بوسطن ريد)            | 2009                   | 162           | 95            | 67            | .586          | الثاني في شرق الولايات المتحدة             | 0          | 3          | .000       | الأدوية المفقودة (LAA)           |
| (بوسطن ريد)            | 2010                   | 162           | 89            | 73            | .549          | الثالث في شرق الولايات المتحدة             | —          | —          | —          |                                  |
| (بوسطن ريد)            | 2011                   | 162           | 90            | 72            | .556          | الثالث في شرق الولايات المتحدة             | —          | —          | —          |                                  |
| مجموع بوسطن ريد        | مجموع بوسطن ريد        | 1,296         | 744           | 552           | .574          |                                            | 28         | 17         | .622       |                                  |
| (كليفلاند إنديانز)     | 2013                   | 162           | 92            | 70            | .568          | الثاني في الدوري الأمريكي المركزي          | 0          | 1          | .000       | المفقودات (الـ)                  |
| (كليفلاند إنديانز)     | 2014                   | 162           | 85            | 77            | .525          | الثالث في الدوري الأمريكي المركزي          | —          | —          | —          |                                  |
| (كليفلاند إنديانز)     | 2015                   | 161           | 81            | 80            | .503          | الثالث في الدوري الأمريكي المركزي          | —          | —          | —          |                                  |
| (كليفلاند إنديانز)     | 2016                   | 161           | 94            | 67            | .584          | الأول في الدوري الأمريكي المركزي           | 10         | 5          | .667       | خسروا سلسلة العالم (شيكاغو كابس) |
| (كليفلاند إنديانز)     | 2017                   | 162           | 102           | 60            | .630          | الأول في الدوري الأمريكي المركزي           | 2          | 3          | .400       | الألفات المفقودة (نيويورك)       |
| (كليفلاند إنديانز)     | 2018                   | 162           | 91            | 71            | .562          | الأول في الدوري الأمريكي المركزي           | 0          | 3          | .000       | الألديز المفقودة (هيوستن أستروس) |
| (كليفلاند إنديانز)     | 2019                   | 162           | 93            | 69            | .574          | الثاني في الدوري الأمريكي المركزي          | —          | —          | —          |                                  |
| (كليفلاند إنديانز)     | 2020                   | 60            | 35            | 25            | .583          | الثاني في الدوري الأمريكي المركزي          | 0          | 2          | .000       | المفقودين (الولف)                |
| (كليفلاند إنديانز)     | 2021                   | 162           | 80            | 82            | .494          | الثاني في الدوري الأمريكي المركزي          | —          | —          | –          |                                  |
| (كليفلاند إنديانز)     | 2022                   | 162           | 92            | 70            | .568          | الأول في الدوري الأمريكي المركزي           | 4          | 3          | .571       | الألفات المفقودة (نيويورك)       |
| (كليفلاند إنديانز)     | 2023                   | 162           | 76            | 86            | .469          | الثالث في الدوري الأمريكي المركزي          | —          | —          | –          |                                  |
| مجموع كليفلاند إنديانز | مجموع كليفلاند إنديانز | 1,678         | 921           | 757           | .549          |                                            | 16         | 17         | .485       |                                  |
| (سينسيناتي ريدز)       | 2025                   | 66            | 33            | 33            | .500          | سيتم تحديده لاحقًا في الدوري الوطني المركزي | —          | —          | –          |                                  |
| مجموع سينسيناتي ريدز   | مجموع سينسيناتي ريدز   | 66            | 33            | 33            | .500          |                                            | 0          | 0          | –          |                                  |
| مجموع                  | مجموع                  | 3,686         | 1,983         | 1,705         |               |                                            | 44         | 34         | .564       |                                  |

### البث
بعد رحيله عن فريق ريد سوكس في عام 2011، تم تعيين تيري من قبل شبكة فوكس كمحلل ألوان بديل للمباراتين الأوليين من بطولة الدوري الأمريكي. تيري، الذي تعاون مع المعلق جو باك، حل محل المحلل المعتاد في قناة فوكس تيم مكارفر، الذي كان يتعافى من جراحة قلب بسيطة. في 5 ديسمبر 2011، وقع تيري مع إي إس بي إن للانضمام إلى برنامج بيسبول ليلة الأحد، ليحل محل بوبي فالنتاين، الذي حل محل تيري كمدير لفريق ريد سوكس. خلال موسم 2012، عمل كمحلل في بيسبول ليلة الأحد، وساهم في إي إس بي إن.كوم، وساهم في تغطية إي إس بي إن لبطولة سلسلة بطولة العالم للناشئين.

## الحياة الشخصية
تزوجت تيري من جاك لانج في 9 يناير 1982، ولديهما أربعة أطفال: الابن نيكولاس والابنة أليسا وليا وجيمي. لعب نيك البيسبول الجامعي لجامعة بنسلفانيا ولفترة من الوقت في دوري البيسبول في كيب كود. كان ملازمًا في سلاح مشاة البحرية الأمريكية. في عام 2003، تم اختيار نيك من قبل فريق بوسطن ريد سوكس. لعبت أليسا وليا في فريق جامعة نورث كارولينا للكرة اللينة. في عام 2009، كانت أليسا طالبة في السنة الأخيرة من الجامعة، وكانت ليا طالبة جديدة في الفريق. تخرج جيمي من الأكاديمية البحرية الأمريكية في عام 2016.
كشف في أكتوبر 2011 أن تيري ولانج انفصلا مؤخرًا وأن تيري كان يعيش في غرفة فندق أثناء موسم البيسبول. صرح تيري لاحقًا أنه ولانج كانا في المراحل الأخيرة من الطلاق.
وهو معروف بمضغه الدائم للتبغ. كان تيري ومدرب مقاعد البدلاء في فريق الهنود براد ميلز صديقين حميمين منذ أيام لعبهما في الكلية وقاما بالتدريب معًا في فرق فيلادلفيا، وريد سوكس، وإنديانز، وريدز.
توفيت والدة تيري، روبرتا، في عام 1992. توفي والده تيتو في عام 2018.

### القضايا الصحية
خلال موسم 2005، تم نقل تيري إلى المستشفى بعد أن اشتكى من آلام شديدة في الصدر. وأظهرت الاختبارات وجود انسداد كبير في الشرايين، لكن خلصت الاختبارات إلى أن تيري لم يعاني من نوبة قلبية. وقد أدى هذا الحادث، بالإضافة إلى الانسداد الرئوي المهدد للحياة الذي أصيب به في عام 2002، وآلام الركبتين، والعلاج المستمر لجلطات الدم، إلى مشاكل في الدورة الدموية، مما استلزم ارتداء ملابس إضافية بما في ذلك زوجين من الجوارب الضيقة. وهذا هو السبب أيضًا وراء إخفاء الجزء العلوي من زيه الرسمي المعتاد بواسطة سترة.
خلال شهري يونيو ويوليو 2017، غاب تيري عن عدة مباريات بسبب شعوره بالدوار. تم إدخاله إلى عيادة كليفلاند لإجراء سلسلة من الاختبارات. في 7 يوليو 2017، أُعلن أن تيري خضع لعملية قسطرة لتصحيح ضربات القلب غير المنتظمة. بسبب فترة التعافي من الإجراء، اضطر تيري إلى تخطي مباراة كل النجوم في دوري البيسبول الرئيسي لعام 2017، والتي كان من المقرر أن يدربها. في 8 يوليو 2017، خرج من المستشفى ومن المتوقع أن يستريح حتى 14 يوليو 2017، عندما بدأ الهنود النصف الثاني من الموسم.
غاب تيري عن معظم موسم 2020 وجميع مباريات ما بعد الموسم بسبب مشكلة تخثر الدم. في 29 يوليو 2021، أعلن الفريق أن تيري سيتنحى عن مهامه الإدارية لبقية موسم 2021 للتركيز على صحته وتعافيه بعد إدارة أول 99 مباراة من الموسم العادي برقم قياسي بلغ 50-49. عمل ديمارلو هيل كمدير بالنيابة لبقية الموسم.

## روابط خارجية
- إحصائيات المهنة من MLB · إي إس بي إن · مرجع البيسبول · فانجرافس · مرجع البيسبول (الصغار) · ريترو شيت
- إحصائيات مسيرة تيري فرانكونا التدريبية على موقع Baseball-Reference.com
- تيري فرانكونا في Baseball Almanac